# تصعيد الالتزام

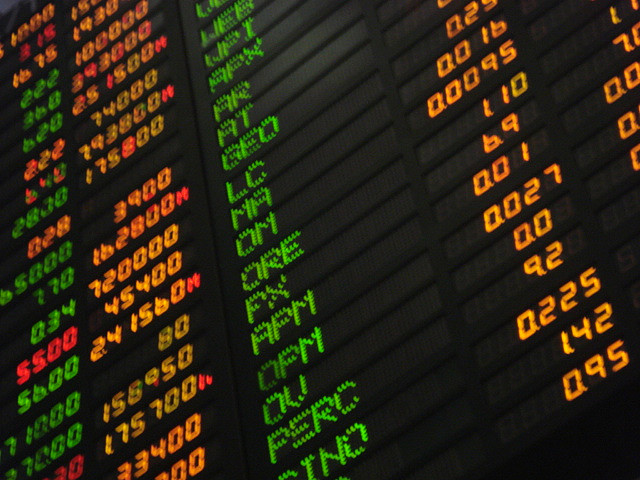

تصعيد الالتزام، هو نمط سلوكي بشري يواجه فيه الأفراد أو الجماعات النتائج السلبية المتزايدة لقرار أو إجراء أو استثمار ما، لكنهم يستمرون في هذا السلوك دون أن يغيروا مسارهم. يستمر المرء في سلوكياته غير العقلانية التي تتوافق مع قراراته وإجراءاته السابقة.
يستخدم الاقتصاديون وعلماء السلوك مصطلح مغالطة التكلفة الغارقة المماثل، وذلك لوصف التبريرات المُستخدمة عند زيادة استثمار الأموال أو الجهد في قرار ما، إذ تستند هذه الزيادة إلى الاستثمار التراكمي السابق («التكلفة الغارقة») على الرغم من ظهور أدلة جديدة تشير إلى تفوق التكلفة المستقبلية لاستمرار السلوك على الفائدة المتوقعة.
يصف كل من مصطلحي التصعيد غير العقلاني للالتزام أو انحياز الالتزام سلوكيات مماثلة ضمن مجال علم الاجتماع. تنعكس هذه الظاهرة والمشاعر الكامنة وراءها في بعض الأقوال المأثورة مثل «لا تعالج الخطأ بالخطأ» أو «الطمع كماء البحر: زد منه شربًا تزداد عطشًا» أو «اتخذ القرار الصحيح مهما كانت الظروف» أو «إن وجدت نفسك في مأزق، توقف عن المحاولة».

## الاستخدام الأولي
يُعتبر باري إم. ستاو أول من تحدث عن تصعيد الالتزام، إذ وصفه في بحثه المنشور في عام 1976. «عالق في مأزق: دراسة حول تصعيد الالتزام لمسار مُختار».
أجرى الباحثون المتأثرون بعمل ستاو مجموعةً من الدراسات التي اختبرت العوامل والمواقف والأسباب وراء تصعيد الالتزام. قدم البحث تحليلات أخرى للمواقف وكيفية تعامل الناس مع المشكلات واتخاذ القرارات. استندت الأعمال الأولية على الأحداث التي تركت الظاهرة أثرًا عليها أو الأحداث التي ساعدت في تفسير هذه الظاهرة.

### الأبحاث والتحليلات
تابع الباحثون على مدى العقود الماضية وحللوا العديد من الأمثلة المتعلقة بتصعيد الالتزام تجاه موقف ما. فُسّرت المواقف المتصاعدة من خلال ثلاثة عناصر. أولًا، ينطوي الموقف على قدر كبير من الموارد كالوقت والمال والأشخاص المستثمرين في المشروع مثلًا. ثانيًا، يصل السلوك السابق إلى ذروته مع مرور الوقت فيعجز المشروع عن تلبية التوقعات، أو قد ينحدر السلوك بصورة حذرة. ثالثًا، تجبر هذه المشكلات صانع القرار على انتقاء خيارات من بينها الاستمرار في متابعة المشروع حتى اكتماله من خلال إضافة تكاليف إضافية، أو إلغاء المشروع بأكمله.
طور الباحثون أيضًا دلائلًا حول كيفية ملاحظة ظاهرة تصعيد الالتزام في فئتين مختلفتين. يعتقد العديد من الباحثين بوجود علاقة تربط بين الحاجة إلى تصعيد الموارد من جهة ونظرية التوقع من جهة أخرى. «وفقًا لوجهة النظر هذه، يقيم صانعو القرار احتمالية تحقيق علميات تخصيص الموارد الإضافية للهدف، فضلًا عن قيمة تحقيق هذ الهدف (أي المكاسب مع خصم التكاليف)، وبالتالي إيجاد منفعة ذاتية مُـتوقعة مرتبطة بقرار تخصيص الموارد الإضافية». تنطوي المرحلة الثانية من عملية التصعيد على التبرير الذاتي والعقلنة في حال استفادة القرار الذي اتخذه القائد من الموارد، وفي حال الاستفادة من الموارد المُستخدمة في إحداث تغيير إيجابي، وعند تأكد الأفراد من صحة قرارهم. ينبغي على القادة الموازنة بين تكاليف وفوائد أي مشكلة قبل التوصل إلى قرار نهائي. تتجسد الخطوة الأهم في عملية تأكد القائد من صحة قراره فيما إذا آمن الآخرون بقراره هذا وليس نتيجة هذا القرار النهائية.
استندت الأبحاث المتعلقة بهذا الموضوع إلى العديد من النماذج والنظريات الأخرى في علم النفس. يؤمن العديد بأهمية كل من التطورات الظرفية وتخصيص الموارد في تحليل واختبار ما قدمه الباحثون حتى الآن لشرح تصعيد الالتزام.
أشارت بعض الأبحاث الأخرى إلى الظروف التي تسفر عن النقيض من تصعيد الالتزام، ألا وهو التخلي عن الالتزام. تشرح هذه الأبحاث العوامل المؤثرة على احتمالية حدوث تصعيد للالتزام أو تخلٍ عنه، وذلك من خلال الدور الذي تلعبه الميزانية والمحاسبة الذهنية.

### حرب فيتنام
قد يسفر تصعيد الالتزام في العديد من الحالات عن تغيير سلوكي من خلال ما يُسمى بتثبيت الموارد. تحدث جورج بول عن أول الأمثلة المتعلقة بتصعيد الالتزام، إذ كتب إلى الرئيس ليندون جونسون شارحًا له توقعاته حول نتائج الحرب:
أنت الآن أمام قرار حاسم. ستتكبد القوات الأمريكية خسائر فادحة إن انخرطت أعداد كبيرة في القتال المباشر، فهي غير مجهزة للقتال في ريف غير متعاون بل وحتى معادٍ. سنجد أنفسنا في خضم عملية لا يُمكن الرجوع عنها بمجرد تكبدنا لخسائر كبيرة. ستكون مشاركتنا هذه هامة للغاية، لدرجة أننا لن نتمكن من الانسحاب -دون تعريض أنفسنا لإذلال على المستوى الوطني- إلا بعد تحقيقنا لجميع أهدافنا. أعتقد أن الإذلال أكثر ترجيحًا من بين كلا الاحتمالين -حتى بعد أن ندفع هذه التكاليف الباهظة.

## نظريات

### نظرية التبرير الذاتي
تُعتبر عملية التبرير الذاتي الفكرية جزءًا من قرارات الالتزام التي يتخذها القادة ومديرو المجموعات، وهي عملية من شأنها أن تسبب ارتفاعًا في مستويات الالتزام. يقدم هذا النهج «تفسيرًا واحدًا لمسألة تصعيد الأفراد لالتزامهم تجاه استثماراتهم السابقة». يتخذ المديرون قرارات يتجلى من خلالها السلوك السابق. يميل المديرون إلى تذكر ومتابعة المعلومات التي تتماشى مع سلوكهم، وذلك بغية خلق نوع من الاتساق بين قراراتهم الحالية والمستقبلية. قد يتغير الدور القيادي لمدير ما بمجرد ملاحظة أحد أعضاء مجموعته أو طرف خارجي ما تضاربًا في عملية اتخاذ القرار. يخضع المديرون إلى تأثيرات خارجية كالمجتمع والأقران والسلطة مثلًا، إذ تستطيع هذه التأثيرات تغيير تصور المدير حول العوامل المهمة حقًا عند اتخاذه لقرار ما.

### نظرية الاحتمالية
تساهم نظرية الاحتمالية في وصف التفاعلات والعمليات الطبيعية ضمن عملية اتخاذ القرار في المواقف التي تنطوي على المخاطرة. تقدم نظرية الاحتمالية حججًا حول كيفية تأثير مستويات الثروة -سواء كانت هذه الثروة متجسدة في أشخاص أو أموال أو وقت- على كيفية اتخاذ القرار. صب الباحثون جل اهتمامهم على مسألة كيفية إدراك المرء لموقف ما بناءً على التكاليف والفوائد. تُعتبر صياغة كيفية طرح المشكلة أمرًا ضروريًا لفهم احتمالية عمل هذا الموقف لصالحك أو ضدك، فضلًا عن أهميتها عند التفكير في كيفية الاستعداد لهذه التغييرات. «اعتقد وايت (1986) أن نظرية الاحتمالية قادرة على تقديم آلية نفسية لشرح تصعيد الالتزام تجاه مسار عمل فاشل دون الحاجة إلى استدعاء عمليات التبرير الذاتي. (فيغينباوم & توماس، 1988: 99)». يعتقد منظرو الاحتمالية أن استخدام الفرد لهذه العملية يلحق حدوث انخفاض سلبي في المخاطر، التي من شأنها أن تؤثر على نتيجة المشروع. قد يضيف الأفراد المزيد من الموارد بهدف ضمان عدم فشلهم ولكفالة نجاحهم. قد تبدو هذه النظرية واقعية إلى حد ما، لكن لم يجد الباحثان «ديفيس وبوبكو (1986) أي تأثير للمسؤولية الشخصية على الالتزام المستمر بمسار عمل سابق في حالة العقلية الإيجابية»، الأمر الذي يعني أن تصعيد الالتزام يقل في الحالات التي تطلب تحمل مسؤوليات أعلى.